# قائمة زملاء الجمعية الملكية المنتخبين في 1981
هذه الصفحة تعرض قائمة زملاء الجمعية الملكية المُنتخبين لعام 1981.

## الزملاء
- Ian McGregor (malariologist) [الإنجليزية]‏
- جون هورتون كونواي
- براندون كارتر
- بريتون تشانس
- يوت واي كان
- Autar Singh Paintal [الإنجليزية]‏
- جون كلايتون تايلور
- بيتر براشاو
- Fred Brown (virologist) [الإنجليزية]‏
- ستيفن واينبرج
- والتر بلاو رايت
- إدوارد روي بايك
- Herbert Gutfreund [الإنجليزية]‏